# Phương diện quân Đông Nam
Phương diện quân Đông Nam (tiếng Nga: Юго-Восточный фронт) là một tổ chức tác chiến chiến lược của Hồng quân Liên Xô trong Thế chiến thứ hai, chịu trách nhiệm phòng thủ tuyến vòng ngoài chống lại quân Đức ở phía Nam của thành phố Stalingrad trong giai đoạn phòng ngự của Trận Stalingrad. Tuy nhiên, biên chế này chỉ tồn tại chưa đầy 2 tháng trước khi được tổ chức lại thành Phương diện quân Sông Don.

## Lịch sử
Phương diện quân Đông Nam được thành lập vào ngày 5 tháng 8 năm 1942, trên cơ sở một bộ phận của Phương diện quân Stalingrad, có bổ sung thêm Tập đoàn quân xe tăng số 1 và một số đơn vị độc lập thuộc Phương diện quân Nam đã bị giải thể trước đó. Nhiệm vụ chính của phương diện quân là ngăn chặn đà tiến quân của Đức về phía sông Volga và tránh khỏi mối đe dọa bao vây Stalingrad của Đức.
Biên chế chủ lực ban đầu của phương diện quân bao gồm các tập đoàn quân 52, 57 và 64. Về sau, phương diện quân được bổ sung thêm các tập đoàn quân 28, 62, 8. Các đơn vị thuộc Giang đoàn sông Volga, Quân khu Stalingrad và Khu vực phòng không Stalingrad cũng được phối thuộc tác chiến của phương diện quân.
Ngày 28 tháng 9, Phương diện quân Đông Nam bị giải thể. Hầu hết các đơn vị của nó được tái tổ chức lại thành Phương diện quân Stalingrad mới, trong khi Phương diện quân Stalingrad cũ được đổi tên thành Phương diện quân Sông Don.
Lãnh đạo phương diện quân
- Tư lệnh: Thượng tướng A.I. Yeryomenko
- Ủy viên Hội đồng Quân sự: Chính ủy Lữ đoàn V.M. Layok (tháng 8, 1942), N.S. Khrushchyov (tháng 8 - tháng 9, 1942)
- Tham mưu trưởng: Thiếu tướng G.F. Zakharov